# Angolo acuto

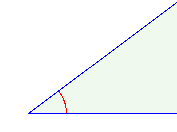
Un angolo acuto.

L'angolo acuto è un angolo minore di 90 gradi, ovvero di un angolo retto e diverso dall'angolo nullo.
Il suo valore in radianti è compreso tra 0 e π/2 (π/2 escluso).
La prima definizione nota di angolo acuto proviene dagli Elementi di Euclide (definizione 12) e dice:
(Euclide)
Il seno di un angolo acuto può valere tra 0 e 1, il coseno tra 1 e 0, la tangente tra 0 e {\displaystyle +\infty } e la cotangente tra {\displaystyle +\infty } e 0.

## Particolarità
- Un triangolo con tutti e 3 gli angoli acuti viene detto acutangolo.
- Se la direzione di una forza forma con la direzione del moto del corpo su cui è esercitata un angolo acuto, il lavoro risultante è positivo.
- L'angolo complementare ad un angolo acuto è sempre acuto, mentre il suo supplementare è sempre un angolo ottuso ed il suo esplementare è sempre maggiore di 270°.